# Bloemendaal
Bloemendaal  è una municipalità dei Paesi Bassi di 22 045 abitanti situata nella provincia dell'Olanda Settentrionale.